# Florida (Missouri)
Florida és un poble de Monroe County, Missouri, Estats Units, que es coneix sobretot per ser el lloc de naixement de l'escriptor Mark Twain el 1835. La població en el cens de 2000 era de 9 persones. Samuel Langhorne Clemens (més conegut com a Mark Twain) hi va néixer en una cabana. Aquesta cabana es conserva actualment al museu i ha estat declarada Lloc històric de l'Estat.
Es troba al costat d'un llac artificial anomenat Llac Mark Twain.
En la seva autobiografia, Twain va escriure:
| « | El poble tenia cent persones, i jo vaig incrementar-ne la població en un u per cent. És més del que molts dels millors homes de la història podrien haver fet per una ciutat. Potser no és modest que ho digui jo mateix, però és veritat. No hi ha registres de cap persona que fes tant – ni tan sols Shakespeare. Però jo ho vaig fer per Florida, i demostra que ho podria haver fet per qualsevol lloc – fins i tot Londres, suposo. | » |